# Bjärnhult
Bjärnhult (även Äsphults Bjärnhult) är en ort i Äsphults socken i Kristianstads kommun i Skåne län med 8 invånare 2009.
Orten definieras som Äsphults Bjärnhult för att inte förväxlas med ett annat Bjärnhult lite närmare Kristianstad.
Bjärnhult var ursprungligen en engårdsby, känd sedan 1600-talet; byn utökades med ytterligare en gård och ett gatehus under 1600-talet. 1830 vid laga skifte flyttades en gård ut ur byn. Den gård som flyttades var ursprungsgården i byn. Senare styckades markerna ytterligare och ytterligare tre gårdar kom till byn.
Området har varit bebott sedan bronsåldern enligt Regionmuseet Kristianstad. Bjärnhult skrevs ursprungligen som Biernahult. På markerna finns rester, i form av en liten bro, av huvudvägen mellan Kristianstad och Lund.
Lennart Nilsson har skrivit om Bjärnhult i sina böcker om trakten kring Linderöd. Margit Sandemo har i sina böcker skrivit om offerkällan i byn.